# Галактики Антени
Галактики Антени (також відомі як NGC 4038 / NGC 4039 або Колдуелл 60 / Колдуелл 61) — пара взаємодіючих галактик у сузір'ї Ворона. Зараз вони проходять фазу спалаху зореутворення, під час якої зіткнення хмар газу та пилу викликає швидке зореутворення. Взаємні гравітаційні збурення галактик спричинили викидання великих потоків речовини, які схожі за формою на антени комах, що й дало галактикам їхню назву. Галактики були відкриті Вільямом Гершелем у 1785 році.

## Загальні відомості

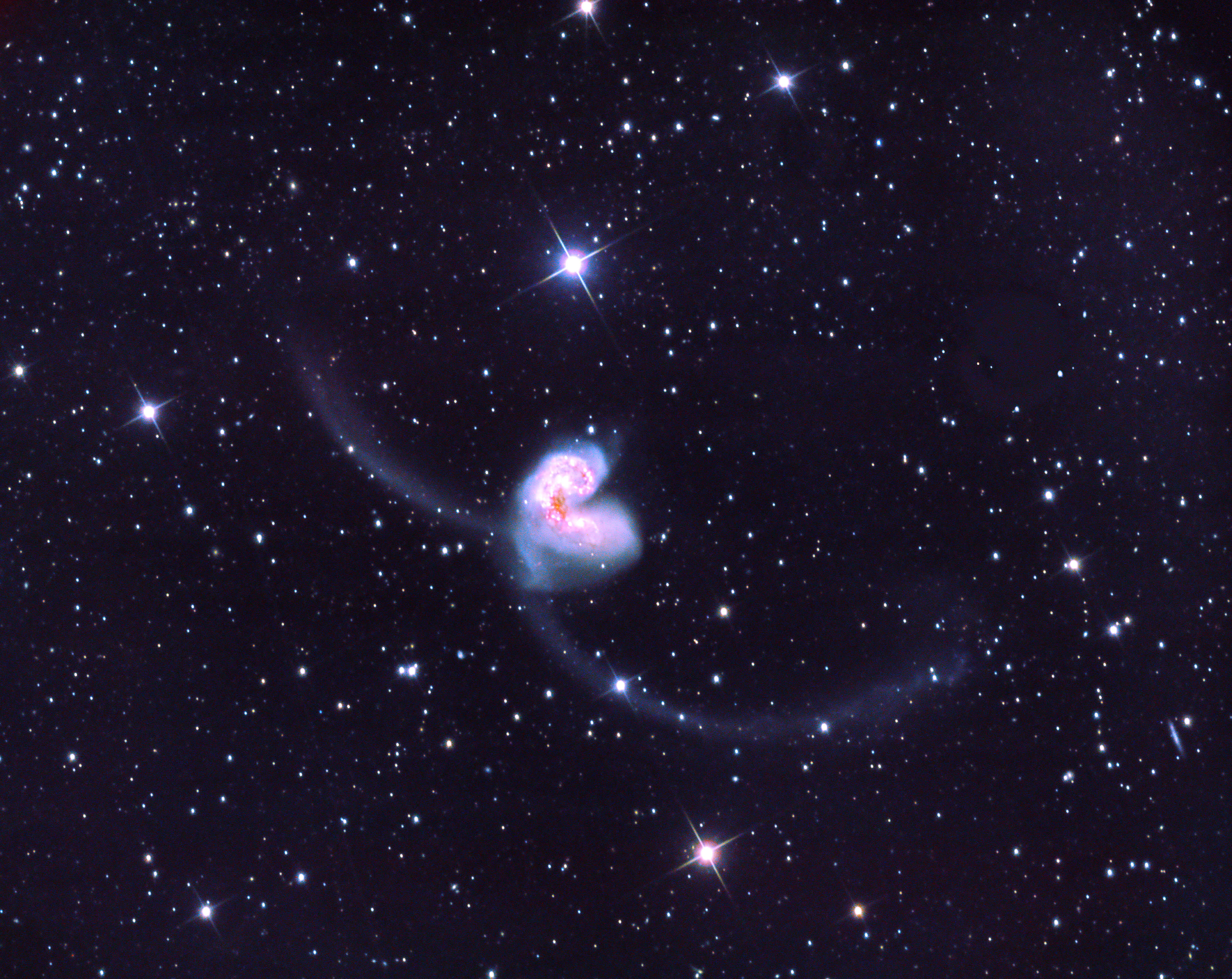
Потоки зір і пилу, схожі на антени комах, викинуті з обох галактик. Від цієї схожості й походить назва галактик Антени.

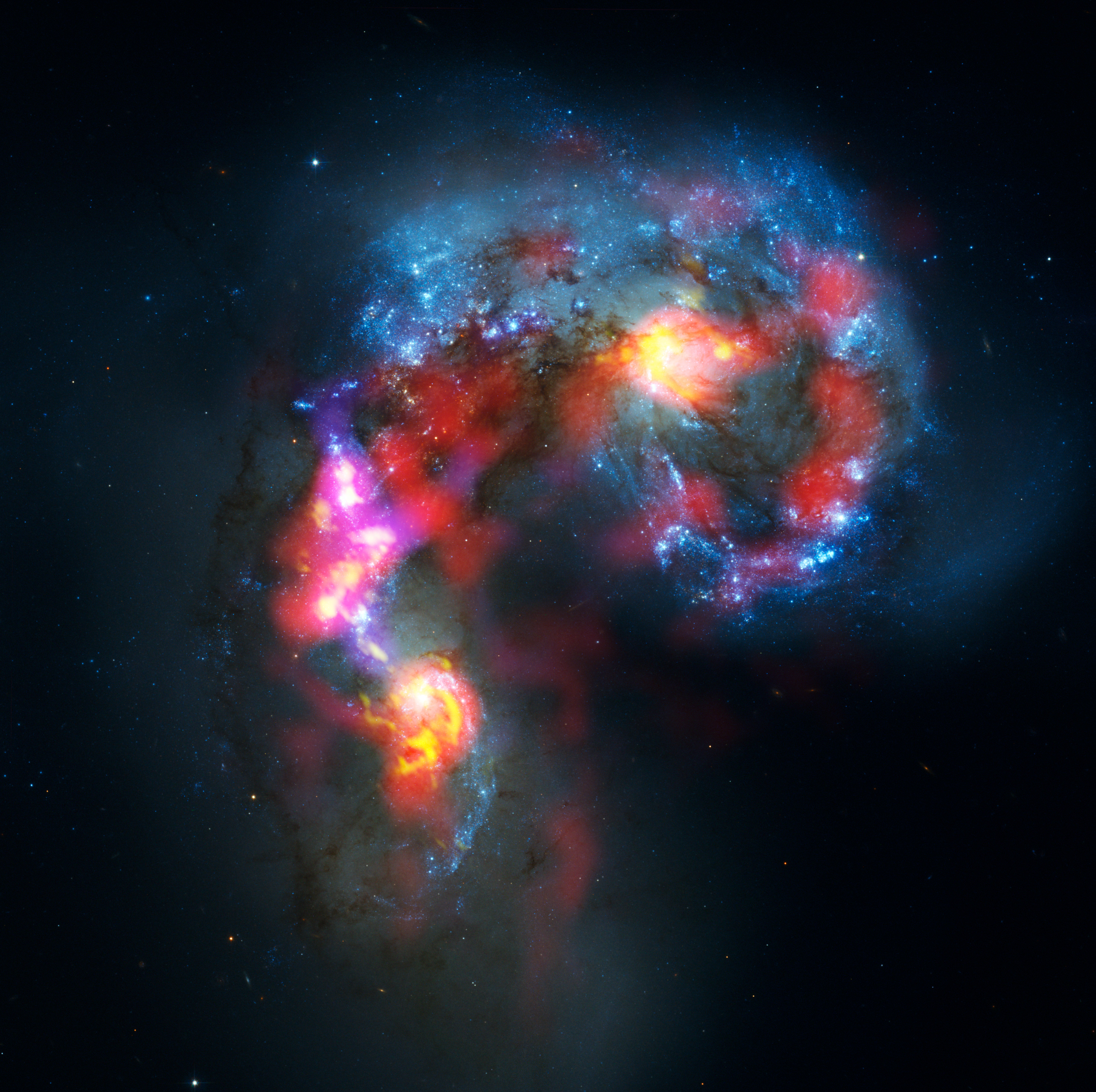
Зображення у видимому світлі за допомогою телескопа Габбла (синє), на якому видно новоутворені молоді зорі, накладене на зображення в радіодіапазоні з ALMA, на якому видно хмари щільного холодного газу, з якого утворюються нові зорі (червоний, рожевий та жовтий кольори)

Галактики Антени розташовані в групі NGC 4038 разом із п'ятьма іншими галактиками. Зараз галактики Антени зазнають злиття, що пояснює їхню незвичайну форму та їхню назву: два довгі хвости зір, газ і пил, викинуті з галактик у результаті зіткнення, нагадують антени комах.
Ядра двох галактик об'єднуються, щоб стати однією гігантською галактикою. Більшість галактик, ймовірно, зазнають принаймні одного великого злиття протягом свого життя. Ймовірно, це очікує й на наш Чумацький Шлях, коли він зіткнеться з галактикою Андромеди.
Галактики Антени розташовані на відстані 62 млн св. р. від нас, на 0,25° на північ від зорі 31 Чаши та 3,25° на південний захід від Гамми Ворона.
Галактики Антени також містять відносно молоді кулясті скупчення, які, можливо, утворилися в результаті зіткнення двох галактик. Молодий вік цих скупчень відрізняється від середнього віку більшості відомих кулястих скупчень (вік яких становить близько 12 мільярдів років), причому утворення кулястих скупчень, ймовірно, спричинене ударними хвилями, утвореними в результаті зіткнення галактик.
NGC 4038 містить багато цефеїд, приблизно 53.

## Наднові
В NGC 4038 спостерігали чотири наднові:
- SN 1974E (тип невідомий, 14m)[6] була відкрита Міклошем Ловасом 21 березня 1974 року.
- SN 2004gt[en] (тип Ic, 14,9m)[7] була відкрита Берто Монаром 12 грудня 2004 року[8]
- SN 2007sr[en] (тип Ia, 12,9m) була відкрита Каталінським оглядом неба 18 грудня 2007 року[9][10]
- SN 2013dk (тип Ic, 15,8m)[11] була відкрита проєктом CHASE (CHilean Automatic Supernovas Search) 22 червня 2013 року[12]

В NGC 4039 була знайдена одна наднова:
- SN 1921A (тип невідомий, 16m)[13] була відкрита Едвіном Габблом і Джоном Дунканом[en] у березні 1921 року.

## Хронологія
Приблизно 1,2 мільярда років тому Антени були двома окремими галактиками. NGC 4038 була спіральною галактикою з баром, а NGC 4039 була спіральною галактикою. 900 мільйонів років тому Антени почали наближатися одна до одної, ставши схожими на NGC 2207 і IC 2163. 600 мільйонів років тому Антени проходили одна крізь одну, виглядаючи як Галактики Миші. 300 мільйонів років тому зорі Антен почали викидатися з обох галактик. Сьогодні два потоки викинутих зір виходять далеко за межі самих галактик, утворюючи «антени» галактик.
Протягом 400 мільйонів років ядра Антен зіткнуться і стануть єдиним ядром із зорями, газом і пилом навколо нього. Спостереження та моделювання зіткнення галактик припускають, що галактики Антени зрештою утворять еліптичну галактику.